# Baljuwhuis (Wassenaar)
Het Baljuwhuis, Plein 1 in de Nederlandse plaats Wassenaar (provincie Zuid-Holland), werd tussen 1742 en 1745 in opdracht van Joan van Gybelant gebouwd door de aannemer Dirk Dijckerhoff. Van Gybelant was in dienst bij de heer van Wassenaar als baljuw en rentmeester. Als baljuw was hij onder andere belast met de uitvoering van het recht en de inning van belastingen. Als rentmeester was hij belast met de inning van de pacht en het beheer van de omvangrijke onroerende goederen van de heer van Wassenaar in de ambachten Wassenaar en Zuidwijk.
Het baljuwhuis was het woonhuis van Van Gybelant en van zijn opvolgers als baljuw, later werd het de woning van een burgemeester en van een dorpsdokter. Tegenwoordig is het nog altijd een woonhuis.
In 1895 werd het huis uitgebreid door een aanbouw. Aan de voorzijde is deze aanbouw één verdieping hoog, daar achter is hij een verdieping hoger. Beide delen zijn gedekt door een plat dak.
In 1954 werd de 18de-eeuwse tuin hersteld en heringericht door Mien Ruys.